# Línea 197A (Interurbanos Madrid)
La línea 197A de la red de autobuses interurbanos de Madrid une Torrelaguna con Uceda.

## Características
Esta línea presta servicio además a Torremocha de Jarama y Patones, municipios situados entre Torrelaguna y Uceda tardando aproximadamente 30 min entre cabeceras.
Esta línea está pensada como un refuerzo para los vecinos de Uceda, Patones y Torremocha de Jarama de la línea 197, conectando dichas localidades con la vecina Torrelaguna para así tener mejor acceso con la línea 197 original a Madrid.
El pueblo de Uceda está incorrectamente situado en la corona tarifaria E2 en los horarios públicos; cuando internamente corresponde a la corona tarifaria E1. Además, no se muestra una tarifa para estos servicios, debido a que las líneas que salen fuera de la Comunidad de Madrid poseen tarifas especiales.
Siguiendo la numeración de líneas del CRTM, las líneas que circulan por el corredor 1 son aquellas que dan servicio a los municipios situados en torno a la A-1 y comienzan con un 1. Aquellas numeradas dentro de la decena 190 corresponden a aquellas que circulan por la Sierra Norte de Madrid. En concreto, la línea 197A indica un incremento sobre la línea 197 ya que no dispone de tanta frecuencia y se necesita para enlazar con Madrid en las horas en las que no circula. Esto se hace en Torrelaguna como punto central de la zona desde donde parten esta y otras líneas complementarias a la línea 197.
La línea mantiene los mismos horarios todo el año (exceptuando las vísperas de festivo y festivos de Navidad).
Está operada por la empresa ALSA mediante la concesión administrativa VCM-103 - Madrid - Buitrago - Rascafría (Viajeros Comunidad de Madrid) del Consorcio Regional de Transportes de Madrid.

## Horarios
Los horarios que no sean cabecera son aproximados.
| Lunes a viernes laborables | Lunes a viernes laborables | Lunes a viernes laborables | Lunes a viernes laborables | Lunes a viernes laborables | Lunes a viernes laborables | Lunes a viernes laborables | Lunes a viernes laborables | Sábados laborables, domingos y festivos | Sábados laborables, domingos y festivos | Sábados laborables, domingos y festivos | Sábados laborables, domingos y festivos | Sábados laborables, domingos y festivos | Sábados laborables, domingos y festivos | Sábados laborables, domingos y festivos | Sábados laborables, domingos y festivos |
| Torrelaguna > Uceda        | Torrelaguna > Uceda        | Torrelaguna > Uceda        | Torrelaguna > Uceda        | Uceda > Torrelaguna        | Uceda > Torrelaguna        | Uceda > Torrelaguna        | Uceda > Torrelaguna        | Torrelaguna > Uceda                     | Torrelaguna > Uceda                     | Torrelaguna > Uceda                     | Torrelaguna > Uceda                     | Uceda > Torrelaguna                     | Uceda > Torrelaguna                     | Uceda > Torrelaguna                     | Uceda > Torrelaguna                     |
| Torrelaguna                | Torremocha                 | Patones                    | Uceda                      | Uceda                      | Patones                    | Torremocha                 | Torrelaguna                | Torrelaguna                             | Torremocha                              | Patones                                 | Uceda                                   | Uceda                                   | Patones                                 | Torremocha                              | Torrelaguna                             |
|                            |                            |                            |                            | 06:40                      | 06:50                      | 06:55                      | 07:00                      | 07:00                                   | 07:05                                   | 07:10                                   | 07:20                                   | 07:25                                   | 07:35                                   | 07:40                                   | 07:45                                   |
| 10:40                      | 10:45                      | 10:50                      | 11:00                      | 11:00                      | 11:10                      | 11:15                      | 11:20                      | 15:00                                   | 15:05                                   | 15:10                                   | 15:20                                   | 15:25                                   | 15:35                                   | 15:40                                   | 15:45                                   |

## Recorrido y paradas

### Sentido Uceda
La línea inicia su recorrido junto a la Plaza de Manuel María Martín, en Torrelaguna, saliendo de la localidad por la carretera M-102 en dirección a Patones.
Antes de llegar a Patones, la línea se desvía para dar servicio al casco urbano de Torremocha de Jarama. De nuevo se incorpora a la carretera y circula por la misma por dentro del casco urbano de Patones, con paradas en la travesía (Avenida de Madrid).
Siguiendo por la carretera M-102 llega al límite con la provincia de Guadalajara, donde se convierte en la carretera CM-1002, que lleva hasta Uceda, donde tiene la línea su cabecera.
| Código | Zona | Localidad            | Denominación                                            | Ubicación                          | Líneas de la parada                  |
| ------ | ---- | -------------------- | ------------------------------------------------------- | ---------------------------------- | ------------------------------------ |
| 11737  |      | Torrelaguna          | Camino de la Soledad - Avenida de Madrid                | Camino de la Soledad Nº1           | 197 197A 197B 197C 197D 197E 913 FS2 |
| 10308  |      | Torremocha de Jarama | Torremocha de Jarama - Plaza del Comercio               | Plaza del Comercio Nº1             | 197 197A 913                         |
| 19284  |      | Torremocha de Jarama | Calle del Canal de Isabel II - Avenida de la Hispanidad | Calle del Canal de Isabel II Nº400 | 197 197A 913                         |
| 17065  |      | Patones              | Patones - Residencia                                    | Avenida de Madrid Nº4              | 197 197A 913                         |
| 10309  |      | Patones              | Patones - Avenida de Madrid                             | Avenida de Madrid Nº56             | 197 197A 913                         |
| 19340  |      | Uceda                | Carretera CM1002 - Uceda                                | Carretera CM1002 km. 1             | 197 197A                             |
| 18980  |      | Uceda                | Uceda - Calle Mayor                                     | Calle Mayor S/Nº                   | 197 197A                             |

### Sentido Torrelaguna
El recorrido es igual al de ida pero en sentido contrario.
| Código | Zona | Localidad            | Denominación                                            | Ubicación                          | Líneas de la parada                  |
| ------ | ---- | -------------------- | ------------------------------------------------------- | ---------------------------------- | ------------------------------------ |
| 18980  |      | Uceda                | Uceda - Calle Mayor                                     | Calle Mayor S/N.º                  | 197 197A                             |
| 19341  |      | Uceda                | Uceda - Camino del Calvario                             | Camino del Calvario S/N.º          | 197 197A                             |
| 10310  |      | Patones              | Patones - Avenida de Madrid                             | Avenida de Madrid Nº87             | 197 197A 913                         |
| 17064  |      | Patones              | Patones - Residencia                                    | Avenida de Madrid Nº5              | 197 197A 913                         |
| 10308  |      | Torremocha de Jarama | Torremocha de Jarama - Plaza del Comercio               | Plaza del Comercio Nº1             | 197 197A 913                         |
| 19284  |      | Torremocha de Jarama | Calle del Canal de Isabel II - Avenida de la Hispanidad | Calle del Canal de Isabel II Nº400 | 197 197A 913                         |
| 11737  |      | Torrelaguna          | Camino de la Soledad - Avenida de Madrid                | Camino de la Soledad Nº1           | 197 197A 197B 197C 197D 197E 913 FS2 |